# Stactobia thror
Stactobia thror är en nattsländeart som beskrevs av Schmid 1983. Stactobia thror ingår i släktet Stactobia och familjen smånattsländor. Inga underarter finns listade i Catalogue of Life.